# 이징턴 (영국 의회 선거구)
이징턴 (Easington)은 영국 의회의 하원에서 지역을 대표하는 더럼주의 선거구이다. 2010년부터 노동당의 그레이엄 모리스가 지역구 의원을 맡고 있다.

## 지역 정보
지금은 농업과 서비스업이 지역 주류산업으로 떠올랐지만, 옛날에는 석탄, 철광석 채굴산업이 좌우하던 지역구로, 현재도 알루미늄 정제용 형석 채굴처럼 맥석의 광물 추출 산업이 이뤄지고 있는 지역이다. 남쪽의 달링턴에서는 교량사업 등 국제적인 교통시설 건설사업이 이뤄진다. 북쪽으로는 선덜랜드라는 대도시가 자리잡고 있으며 서비스업이 주류이다.

## 역사
1950년 잉글랜드 구획위원회의 지역구 개편 심의에서 기존의 시햄 지역구를 대체하는 지역구로 신설하였다. 시햄 지역구 시절이던 1922년 총선부터 노동당 후보만 당선되고 있다. 노동당 대표와 영국 총리를 지낸 램지 맥도널드의 지역구이기도 하다.
1950년 지역구 신설부터 2017년까지 매 선거에서 노동당의 득표율은 50% 이상을 차지하였으며, 2위와의 표격차가 40% 이하로 내려간 적도 1979년, 1983년, 2019년 총선의 3차례뿐이다. 전국적으로 노동당이 참패를 당했던 2019년 영국 총선에서도 득표율 50% 이하, 19% 표차로 최저 성적을 기록하였을 뿐 노동당 후보의 당선은 유지되었다. 2015년 총선에서는 노동당이 승리한 232개 지역구 중에서 득표차순으로는 27번째로 큰 지역구로 조사되기도 했다.
보수당은 2001년 총선에서 2위를 기록한 이래 자유민주당에게도 밀리는 모습을 보였다. 2015년 총선에서는 영국 독립당이 1983년 총선 이래 가장 좋은 2위 성적을 보이며 약진하였으나, 여전히 노동당 후보 득표수의 3분의 1에 불과했다. 2017년에는 독립당이 몰락하고 보수당이 상향선을 그렸으나 노동당과의 표차는 40% 이상으로 머물렀다.
최고투표율은 1950년 총선의 87.7%였으며, 최저투표율은 2005년 총선의 52.1%였다. 가끔씩 전국 투표율의 추세와 배치되는 모습을 보이기도 하는데 1992년 총선과 2005년 총선에서는 전국 투표율이 증가한 반면 이징턴 지역구의 투표율이 감소하는 모습을 보였다.

## 구획
- 1950–1974년: 이징턴 지방자치구
- 1974–1983년: 스토크턴 지방자치구, 이징턴 지방자치구의 캐슬이든, 이징턴, 해즈웰, 호손, 호든, 허튼헨리, 몽크헤즐던, 네즈빗, 피털리, 셰라튼위드헐람, 쇼튼, 손리, 윙게이트 교구
- 1983-2010년: 이징턴구 애이커리그, 블래콜스, 도던, 딘하우스, 딘사이드, 이징턴콜리어리, 이징턴빌리지, 이든힐, 헤이즈웰, 하이콜리어리, 호던노스, 호던사우스, 하울레치, 머턴이스트, 머턴웨스트, 파크, 패스필드, 시햄, 쇼튼, 사우스, 사우스헤턴
- 2010년~: 이징턴구 에이커리그, 블래콜스, 도던, 딘하우스, 딘사이드, 이징턴콜리어리, 이징턴빌리지 사우스헤턴, 이든힐, 헤이즈웰 쇼튼, 호던노스, 호던사우스, 하울레치, 허튼헨리, 머턴이스트, 머턴웨스트, 패스필드, 시햄하버, 시햄노스

더럼주 해안가에 위치한 이징턴구 대부분 지역을 차지한다. 지역구 내 주요 마을은 피털리와 시햄이다. 옛 탄광지대 지역구답게 노동당의 텃밭 지역구 중 한 곳이다.
2010년 총선을 앞두고 잉글랜드 구획위원회는 선거구 개편 심의를 실시, 이징턴 지역구는 남부 세지필드 지역구와의 경계 일부조정만을 권고하였다.

## 역대 국회의원
| 선거 | 선거   | 의원            | 정당   | 비고 |
| ---- | ------ | --------------- | ------ | ---- |
|      | 1950년 | 매니 신웰       | 노동당 |      |
|      | 1970년 | 잭 도맨드       | 노동당 |      |
|      | 1987년 | 존 커밍스       | 노동당 |      |
|      | 2010년 | 그레이엄 모리스 | 노동당 |      |

## 선거

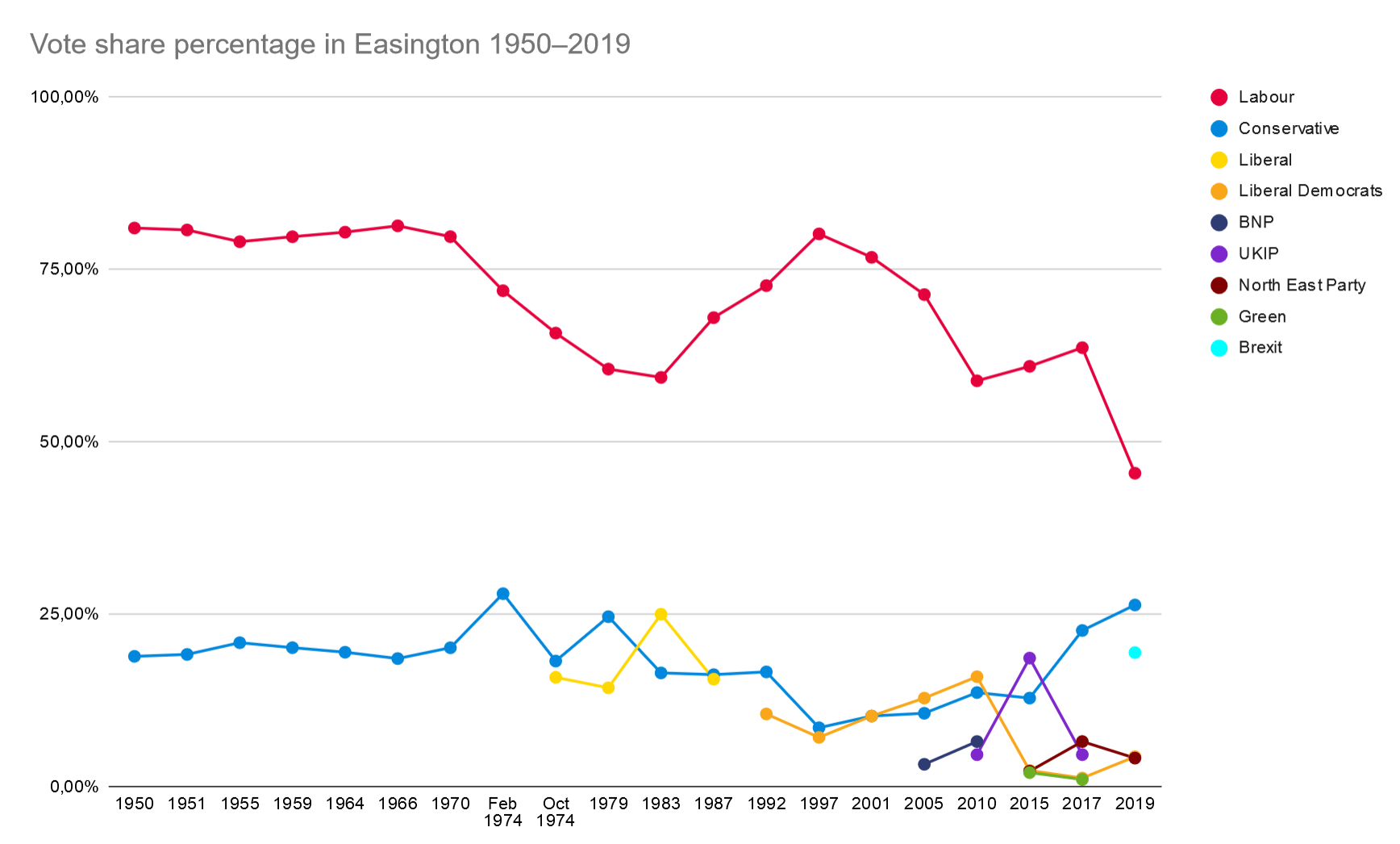
역대 선거 결과

### 2010년대
| 선거                                      | 선거 결과 | 선거 결과                                               | 후보              | 후보                  | 정당   | 득표   | %     | ±%    |
| ----------------------------------------- | --------- | ------------------------------------------------------- | ----------------- | --------------------- | ------ | ------ | ----- | ----- |
| 2019년 총선 투표수: 34,583 (56.5%) (-1.9) |           | 노동당 유지 과반 득표: 6,581 (19.0%) -21.9 -10.95% 선회 |                   | 그레이엄 모리스       | 노동당 | 15,723 | 45.5  | -18.2 |
| 2019년 총선 투표수: 34,583 (56.5%) (-1.9) |           | 노동당 유지 과반 득표: 6,581 (19.0%) -21.9 -10.95% 선회 | 클레어 앰브로시노 | 보수당                | 9,142  | 26.4   | +3.7  |       |
| 2019년 총선 투표수: 34,583 (56.5%) (-1.9) |           | 노동당 유지 과반 득표: 6,581 (19.0%) -21.9 -10.95% 선회 | 줄리 모건         | 브렉시트당            | 6,744  | 19.5   | 신인  |       |
| 2019년 총선 투표수: 34,583 (56.5%) (-1.9) |           | 노동당 유지 과반 득표: 6,581 (19.0%) -21.9 -10.95% 선회 | 도미닉 헤이니     | 자유민주당            | 1,526  | 4.4    | +3.1  |       |
| 2019년 총선 투표수: 34,583 (56.5%) (-1.9) |           | 노동당 유지 과반 득표: 6,581 (19.0%) -21.9 -10.95% 선회 | 수전 맥도넬       | 북동부당              | 1,448  | 4.2    | -2.4  |       |
| 2017년 총선 투표수: 36,364 (58.4%) (+2.3) |           | 노동당 유지 과반 득표: 14,892 (41.0%) -1.3 -3.6% 선회   |                   | 그레이엄 모리스       | 노동당 | 23,152 | 63.7  | +2.7  |
| 2017년 총선 투표수: 36,364 (58.4%) (+2.3) |           | 노동당 유지 과반 득표: 14,892 (41.0%) -1.3 -3.6% 선회   | 바니 캠벨         | 보수당                | 8,260  | 22.7   | +9.8  |       |
| 2017년 총선 투표수: 36,364 (58.4%) (+2.3) |           | 노동당 유지 과반 득표: 14,892 (41.0%) -1.3 -3.6% 선회   | 수전 맥도넬       | 북동부당              | 2,355  | 6.6    | +4.1  |       |
| 2017년 총선 투표수: 36,364 (58.4%) (+2.3) |           | 노동당 유지 과반 득표: 14,892 (41.0%) -1.3 -3.6% 선회   | 올린 로버츠       | 영국 독립당           | 1,727  | 4.7    | -14.0 |       |
| 2017년 총선 투표수: 36,364 (58.4%) (+2.3) |           | 노동당 유지 과반 득표: 14,892 (41.0%) -1.3 -3.6% 선회   | 톰 핸콕           | 자유민주당            | 460    | 1.3    | 1.1   |       |
| 2017년 총선 투표수: 36,364 (58.4%) (+2.3) |           | 노동당 유지 과반 득표: 14,892 (41.0%) -1.3 -3.6% 선회   | 마티 워린         | 녹색당                | 410    | 1.1    | -1.0  |       |
| 2015년 총선 투표수: 34,624 (56.1%) (+1.4) |           | 노동당 유지 과반 득표: 14,641 (42.3%) -0.6 -6.0% 선회   |                   | 그레이엄 모리스       | 노동당 | 21,132 | 61.0  | +2.1  |
| 2015년 총선 투표수: 34,624 (56.1%) (+1.4) |           | 노동당 유지 과반 득표: 14,641 (42.3%) -0.6 -6.0% 선회   | 조너선 아너트     | 영국 독립당           | 6,491  | 18.7   | +14.0 |       |
| 2015년 총선 투표수: 34,624 (56.1%) (+1.4) |           | 노동당 유지 과반 득표: 14,641 (42.3%) -0.6 -6.0% 선회   | 크리스 햄프셰어   | 보수당                | 4,478  | 12.9   | -0.8  |       |
| 2015년 총선 투표수: 34,624 (56.1%) (+1.4) |           | 노동당 유지 과반 득표: 14,641 (42.3%) -0.6 -6.0% 선회   | 루크 암스트롱     | 자유민주당            | 834    | 2.4    | -13.6 |       |
| 2015년 총선 투표수: 34,624 (56.1%) (+1.4) |           | 노동당 유지 과반 득표: 14,641 (42.3%) -0.6 -6.0% 선회   | 수전 맥도넬       | 북동부당              | 810    | 2.3    | 신인  |       |
| 2015년 총선 투표수: 34,624 (56.1%) (+1.4) |           | 노동당 유지 과반 득표: 14,641 (42.3%) -0.6 -6.0% 선회   | 마티 워린         | 녹색당                | 733    | 2.1    | 신인  |       |
| 2015년 총선 투표수: 34,624 (56.1%) (+1.4) |           | 노동당 유지 과반 득표: 14,641 (42.3%) -0.6 -6.0% 선회   | 스티브 콜본       | 그레이트브리튼 사회당 | 146    | 0.4    | 신인  |       |

## 같이 보기
- 더럼주의 영국 의회 선거구

### 참조주
1. ↑  “Electorate Figures - Boundary Commission for England”. 《2011 Electorate Figures》. Boundary Commission for England. 2011년 3월 4일. 2010년 11월 6일에 원본 문서에서 보존된 문서. 2011년 3월 13일에 확인함.
2. ↑  List of Labour MPs elected in 2015 by % majority 보관됨 2018-09-29 - 웨이백 머신  UK Political.info.  Retrieved 29 January 2017
3. ↑  레이그 레이먼트의 연도별 국회의원 목록 (Leigh Rayment's Historical List of MPs) –  'N'로 시작하는 선거구 - part 2
4. ↑  “Easington Parliamentary constituency”. 《BBC News》 (BBC). 2019년 11월 24일에 확인함.
5. ↑  “Easington Parliamentary constituency”. 《BBC News》 (BBC). 2019년 11월 24일에 확인함.
6. ↑  “Election Data 2015”. Electoral Calculus. 2015년 10월 17일에 원본 문서에서 보존된 문서. 2015년 10월 17일에 확인함.